# Hirundichthys
Hirundichthys is een geslacht van straalvinnige vissen uit de familie van vliegende vissen (Exocoetidae). Het geslacht is voor het eerst wetenschappelijk beschreven in 1928 door Breder.

## Soorten
- Hirundichthys affinis (Günther, 1866)
- Hirundichthys albimaculatus (Fowler, 1934)
- Hirundichthys coromandelensis (Hornell, 1923)
- Hirundichthys marginatus (Nichols & Breder, 1928)
- Hirundichthys oxycephalus (Bleeker, 1852)
- Hirundichthys rondeletii (Valenciennes, 1847)
- Hirundichthys socotranus (Steindachner, 1902)
- Hirundichthys speculiger (Valenciennes, 1847)
- Hirundichthys ilma (Clarke, 1899)